# Jan Aleksander Lipski
Jan Aleksander Lipski (Olszyn, 15 de junho de 1690 - Kielce, 20 de fevereiro de 1746) foi um cardeal do século XVIII

## Biografia
Nasceu em Olszyn em 15 de junho de 1690, Olszyn, antigo distrito de Kalisz, arquidiocese de Gniezno, Polônia. Da família dos condes de Lipski. Filho de Wacław Lipski e Barbara z Miaskowskich. Ele tinha dois irmãos, Franciszek e Andrzej, e duas irmãs, Marianna e Konstancja. Ele foi batizado em 15 de junho de 1690. Parente do rei Jan III Sobieski da Polônia; e também ao cardeal Henry Benedict Mary Clement Stuart de York (1747).
Inicialmente, estudou em várias instituições de ensino polonesas; depois frequentou o Seminário Romano (licenciado em direito canônico); Universidade La Sorbonne , Paris; Universidade La Sapienza , Roma (doutorado in utroque iure , direito canônico e civil, 7 de outubro de 1717). Falava cinco línguas. Recebeu as insígnias do caráter clerical, 4 de abril de 1711; ordens menores, 6 de abril de 1711; subdiaconato, 11 de março de 1713; diaconato, 1º de abril de 1713. Depois de terminar seus estudos em 1717, voltou para a Polônia.
Ordenado em 23 de abril de 1719. Reitor de Choczkense, no feudo de sua família. Primicerius do capítulo da catedral de Gniezno. Guardião da Igreja Real de Varsóvia. Reitor do capítulo da catedral de Posen. Reitor de Wschoven, diocese de Posen. Reitor do mosteiro de Clarae Tumbae , Mogilskiego. Conselheiro e chanceler do arcebispo de Gniezno. Vice-chanceler do Reino da Polônia e presidente do Supremo Tribunal do reino desde 1724.
Eleito bispo de Łuck (atual Lutsk), em 31 de março de 1732. Consagrado em 25 de maio de 1732, na colegiada de São João Batista (atual catedral metropolitana), Varsóvia, por Teodor Andrzej Potoeki, arcebispo de Gniezno, primaz de Polônia, assistida por Andrzej Stanisław Załuski, bispo de Pock, e por Augustyn Wessel, bispo de Windau e Pilten. Senador do reino. Transferido para a sé de Cracóvia em 19 de dezembro de 1732. Com a morte do rei Augusto II, ele garantiu que o filho do rei fosse eleito rei da Polônia, excluindo o rei Stanisław Leszczyński da Polônia, que havia sido deposto em 1709 e que havia retornado recuperar o trono durante a Guerra da Sucessão Polonesa; e coroou-o como Rei Augusto III da Polónia, juntamente com a sua esposa, a Rainha Maria Józefa, a 20 de Janeiro de 1734. Condecorado com a Ordem da Orla Bialego (Águia Branca). Nomeado grão-chanceler do reino da Polônia. Ele foi promovido a cardeal por instância do rei Augusto III.
Criado cardeal sacerdote no consistório de 20 de dezembro de 1737; com um breve apostólico de 13 de janeiro de 1738, o papa lhe enviou o barrete vermelho; nunca foi a Roma para receber o chapéu vermelho e o título. Não participou do conclave de 1740, que elegeu o Papa Bento XIV. Em 11 de maio de 1741, foi nomeado visitante apostólico da Universidade de Cracóvia. Recusou a nomeação para a sé primacial de Gniezno.
Morreu em Kielce em 20 de fevereiro de 1746, em sua residência em Kielce. Exposto e enterrado na catedral de Cracóvia (2) .